# Bácska
Bácska (szerbül Бачка / Bačka, horvátul Bačka, szlovákul Báčka, németül Batschka) újkori tájfogalom, Bács-Bodrog vármegyének népies neve.
Az Alföldön, a Duna–Tisza közének déli részén terül el. Területének 85%-a Szerbiához (Dél-Bácska), 14%-a Magyarországhoz (Észak-Bácska), 1%-a pedig Horvátországhoz tartozik.

## Földrajz

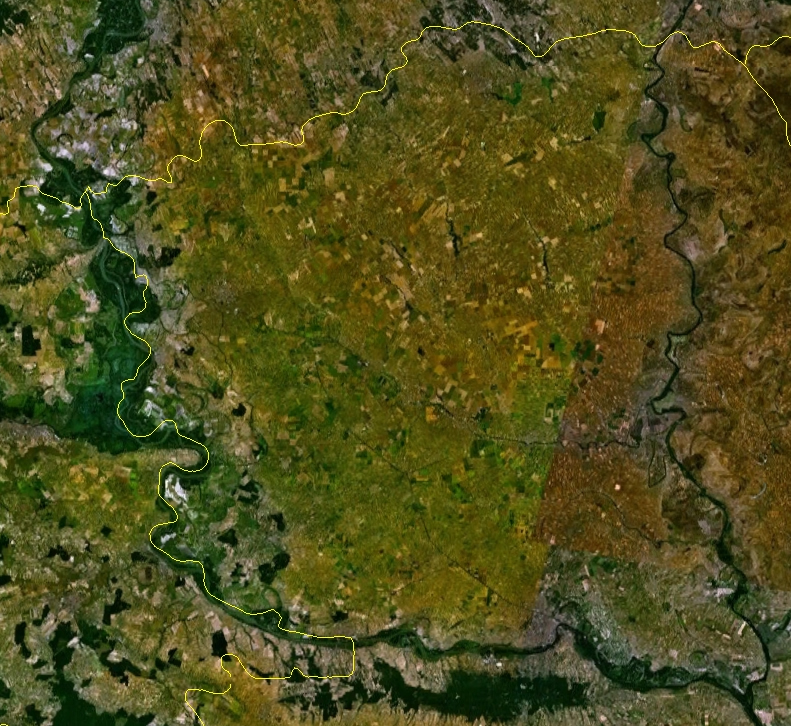
Bácska műholdfelvételről

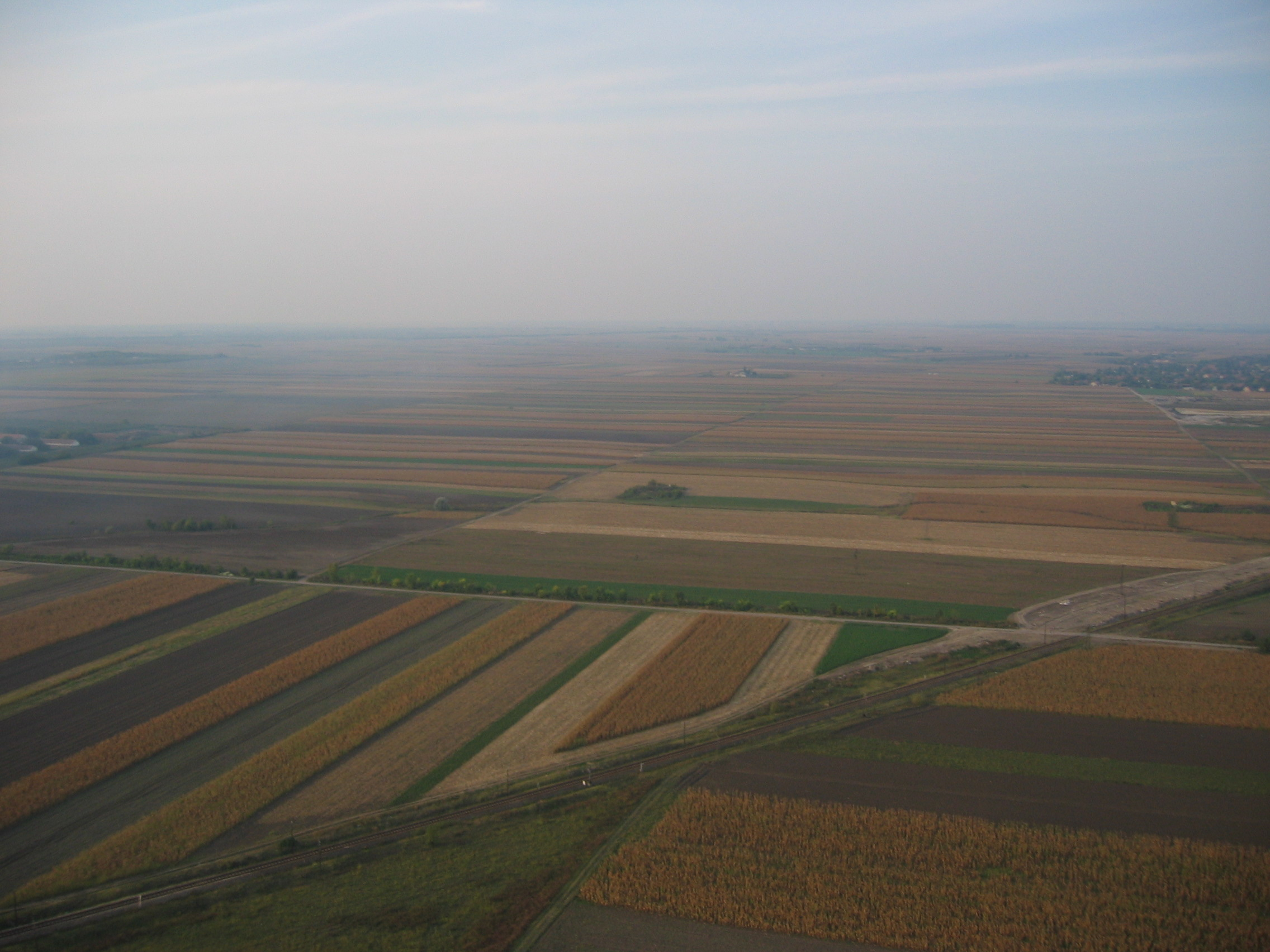
Táj Szabadka mellett

Bácskát alapvetően két részre lehet osztani a mai határok mentén:
Észak-Bácska

A magyarországi Bács-Kiskun vármegye területéhez, a szerbiai Vajdaság Autonóm Tartományhoz  tartozik.
Közép- és Dél-Bácska

A Vajdaság Autonóm Tartomány következő körzetei tartoznak hozzá:
- Nyugat-bácskai körzet
- Észak-bácskai körzet
- Dél-bácskai körzet

Az Észak-bánsági körzet alábbi három községe is Bácskához tartozik földrajzilag:
- Zenta község
- Magyarkanizsa község
- Ada község

Északi részének középkori elnevezése Bodrog volt (Ferenc-csatornától északra), a déli részének pedig Bács – innen ered a Bács-Bodrog vármegye név. A török időkben alakult ki a Bácska elnevezés a Duna-Tisza közének déli részére. Ebben tovább élt Bács vármegyének neve. A török kiűzése után átalakultak a vármegyehatárok. A 18. század közepén ideiglenesen, majd 1802-ben törvényben is egyesítették a két megyét.
A Bácska határvonala:
Nyugatról és délről a Duna, keletről a Tisza határolja mint természetes határvonal. Északon Csanád, Nádudvar, Hajós és Kiskunhalas alatt húzódik, majd Horgos fölött folytatódik.
Természetföldrajzi adottságai:
Átlagos tengerszint fölötti magassága 90 méter. Talaját nagyrészt igen termékeny réteg, úgynevezett feketeföld borítja – főleg Óbecse és Szenttamás határában.
Magasabb területek
- Illancs, Rém községtől északra, ennek legmagasabb pontja, az Ólom-hegy, amely 174 méter tengerszint feletti magasságával a Duna-Tisza közének legmagasabb pontja
- A Szabadkai-homokhátság: (a Szabadka-Palics-Ludas vonaltól északra), 20 km x 7 km-es területen, átlag 102–143 m magasságban. Ez a Duna-Tisza között egészen Budapestig elhúzódó homok-hátság déli része.
- A Bácskai lösz-hátság: déli részeit telecskainak (Telecskai-dombság), a keletit felsőhegyinek hívják. Magassága 90–125 m közötti, mélysége átlag 10 m.
- A Titeli-fennsík a Duna-Tisza torkolatánál található. Szigetként emelkedik ki környezetéből 110–130 m-es magasságával. 94 km²-nyi területen.

## Vízrajza

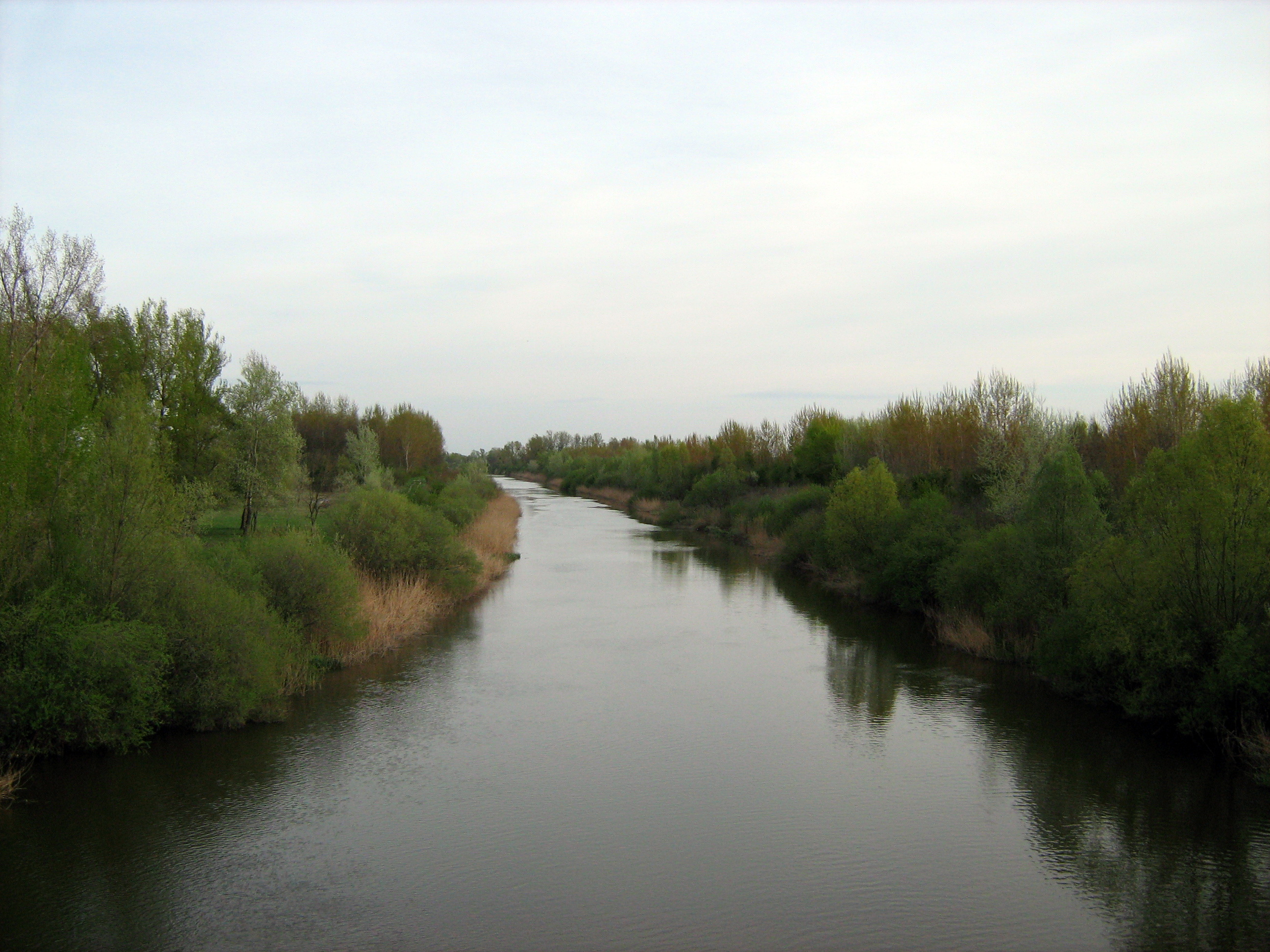
A Ferenc-csatorna

### Kisebb folyóvizek
- Bács-ér vagy más néven Kanyarodó (Krivaja)
- Egres (Jegrička)
- Körös
- Csik-ér
- Mosztonga
- Kígyós (Plazović)
- Budzsák
- Zsiva (Živa)
- Vajos

### Jelentősebb mesterséges folyóvizek
- A Duna-Tisza-Duna-csatorna (DTD, régen Ferenc-csatorna, szerbül Veliki kanal) – Bezdán és Óbecse között húzódik 118 km hosszúságban
  - Ferenc József-csatorna (Mali kanal) – a Ferenc-csatorna mellékága, amely Újvidéknél csatlakozik a Dunába

### Legfontosabb tavai
- Palicsi-tó – Szabadka mellett van, a Vajdaság legnagyobb állóvize. 500 ha-os alapterületű, 1,5-2,5 m mély.
- Ludasi-tó – a Palicsi-tó mellett található, kiterjedése 330 ha.
- Csik-ér vagy tó, az átlagos mélysége 3–5 m, a tó közepén árok van, amely akár 6 m mély is lehet. Az alapterülete 400 ha.

## Történelem
Bácska történelme kapcsolódik Dacia, a Hun Birodalom, a Gepida Királyság, az Avar Kaganátus, az Első Bolgár Birodalom, a Magyar Királyság, az Oszmán Birodalom, a Habsburg Birodalom, az Osztrák–Magyar Monarchia, a Szerb–Horvát–Szlovén Királyság, a Jugoszláv Királyság, a Jugoszláv Szocialista Szövetségi Köztársaság, a Jugoszláv Köztársaság, Szerbia és Montenegró, illetve Szerbia történelméhez.

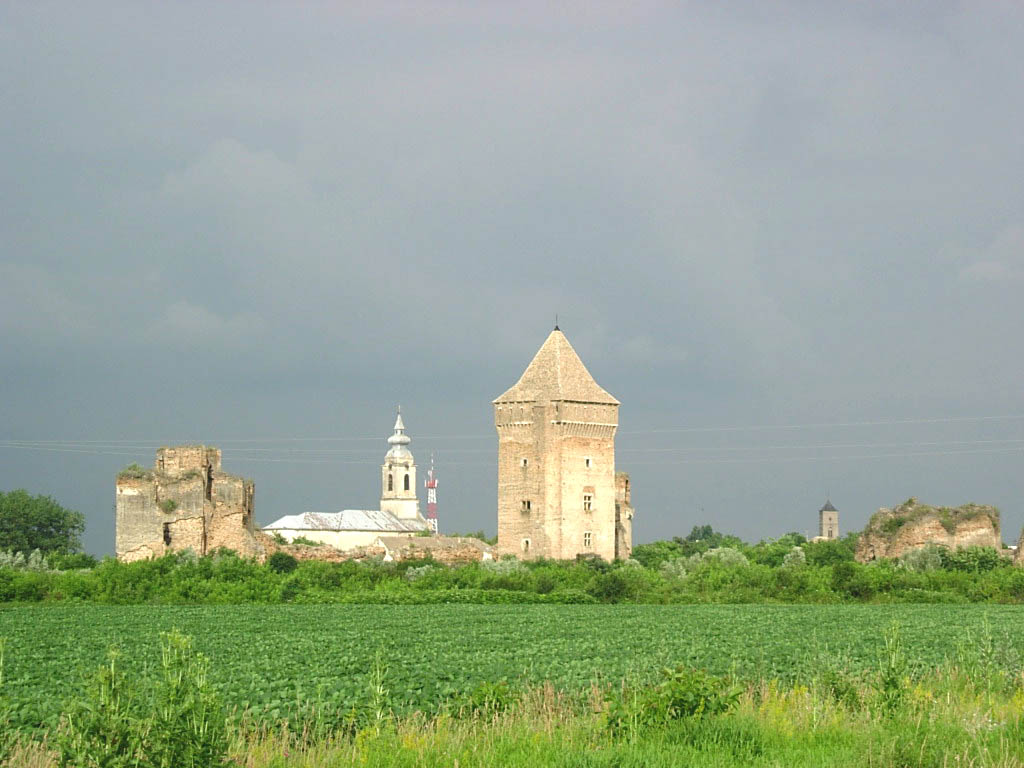
A bácsi vár

A Bácska elnevezés az egyik teória szerint szláv eredetű, Bács település nevéből származik. A másik elképzelés szerint, a táj névadója Bács várának első ispánja lehetett, s a név valószínűsíthetően az ótörök baya méltóságnévből származik.
A történészek szerint a régió területét legelőször az illírek és a kelták lakták, később a római császárkorban a szarmaták. A 6. század végétől a területet az avarok lakták. Észak-Bácskában az avar népesség a 9. század közepéig mutatható ki. A 9. században a terület bolgár birodalom része lett, Szalán uralkodhatott a régió fölött, amelynek székhelye a legenda szerint a Duna és a Tisza összefolyásánál, Titelnél helyezkedett el (Szalán személye azonban vitatott).
A 9-10. században a honfoglaló magyarok elűzték a bolgárokat a területről, amely így később a Magyar Királyság része lett. A középkorban gazdag, viszonylag sűrűn települt táj volt. Két vármegye alakult ki rajta:  a Ferenc-csatorna vonalától délre a 11. században Bács vármegye, amelynek Bács település volt a központja (a vármegyét 1074-ben említik először), és Bodrog vármegye attól északra.

### A török hódoltság
1526–1527-ben a régió rövid ideig zajló szerb felkelés színtere volt. A török háború alatt a nagyrészt magyarok lakta tájról a lakosság zöme elmenekült. Ekkor elkezdődött a szerbek intenzív betelepülése. Az első szervezett szerb telepesek Arsenije Čarnojević ipeki pátriárka vezetésével jöttek be, 1690-ben.
A török hódoltság korszakában (16–17. század) a Szegedi szandzsákhoz tartozott a régió, ebben az időben már nagyrészt szerbek lakták.
1697-ben Savoyai Jenő vezetésével Zentán győzelmet aratnak a szövetséges seregek a török felett, és ezzel megkezdődik teljes kiszorításuk Bácskából. 1699-ben a Bácska a Habsburg Birodalom része lett, ettől kezdve nyugati részét Bács vármegyének nevezték, míg keleti és déli része a katonai határőrvidékhez, a fennmaradó terület Bodrog vármegyéhez tartozott. 1751-ben megszűnt a katonai határőrvidék, a keleti rész a Tiszai Korona-kerület is csatlakozott Bács vármegye területéhez.

### Az újratelepítés
Az 1715-ös népszámláláskor szerbek, bunyevácok és sokácok tették ki a régió lakosságának 97%-át. A 18. század során a Habsburgok erős betelepítési politikába kezdtek, így a század végére a vidék lakosságának felét már magyarok és németek tették ki. 1733-tól indult meg a magyar lakosság beköltözése, Jankovácra (Jánoshalma).
Bezdánra Somogyból és Zalából (1743), Pakára, Strebácra Tolnából, Baranyából, Somogyból és Veszprém vármegyéből (1749) költöztek be magyarok. Jászsági telepesek népesítették be a Kelet-bácskai helységeket: Magyarkanizsa (1750), Zenta (1755), Ada (1760), Óverbász (1767). 
1750-ben népesült be Topolya, 1756-ban dunántúli magyarokból Újdoroszló, 1767-ben Péterréve. 
II. József türelmi rendelete után az korlátozott református magyarok is hoztak létre falvakat – Feketehegy (Kunhegyes, Tiszabura), Bácskossuthfalva (Karcag, Kunmadaras, Jászkisér).
Az utolsó nagyobb magyar telepítések Temerinben (1783 Pest, Heves, Nógrád vármegyeiekből), Moholon (1805) és Bácsföldváron (1806) voltak. 
A német telepesek főleg Svábföld területéről érkeztek, az így létrejött új német népcsoportot dunai sváboknak nevezték. 
A szlovákok és a ruszinok szintén nem őslakosok Bácska területén, őket is a Habsburgok telepítették  be.
Mivel a Katonai Határőrvidék védelmezői nagyrészt szerbek voltak, annak 1751-es megszűnésekor nagy vándorlásba kezdtek, áttelepültek a szomszédos Bánságba, ezzel is színesítve annak soknemzetűségét.
A Katonai Határőrvidék megszűnése után, 1802-ben összevonták Bács-Bodrog vármegyévé a két közigazgatási területet.

### A szabadságharctól a kiegyezésig
Az 1848–1849-es szabadságharc alatt véres csaták és etnikai villongások helyszíne volt. Többek között Bácsföldváron a szerb gerillák lemészárolták a magyar lakosság egy részét, és levágott fejüket a katolikus templom oltárára tették – később ezt a magyar csapatok megbosszulták.
1848–1849 között a terület a Habsburg Birodalom Szerb Vajdaság nevű autonóm koronaországához tartozott közvetlen bécsi irányítással, majd 1849–1860 között a Szerb Vajdaság és Temesi Bánság nevű autonóm tartomány része lett.
1860-ban Szerbia és a Temesi Bánság Vajdasága megszűnt, Bácska és a Bánság is visszakerült a Magyar Királyság fennhatósága alá. Ekkorra Bácska területe teljesen megegyezett Bács-Bodrog vármegye területével.

### A 20. század
1920. június 4-én Bácska legnagyobb részét, illetve a Bánság kisebb részét a Szerb–Horvát–Szlovén Királysághoz csatolták az első világháborúban vesztes Osztrák-Magyar monarchiától.
Az ekkor kezdődő erőszakos szerbesítés folyamataként csak 1910–1931 között 26 magyar falu vált szerb többségűvé, amivel a békeszerződésben lefektetett, etnikai arányok megváltoztatásának tilalmát durván megszegték.
A második világháborúban a régió teljes területe visszakerült egy rövid időre Magyarországhoz. Ekkor bukovinai székelyeket telepítettek több faluba (Sári, Velebit), akiket később kitelepített a jugoszláv állam.
1942. január elején a magyar helyi hatóság csendőrrazziát kezdett a déli részeken elszaporodó partizán szabotázsakciók hatására, amely az újvidéki hideg napok néven híresült el. Ez később igencsak nemzeti színezetet kapott, hiszen az összesen 3309 áldozat közül 2550 szerb volt, s ezeknek is többsége kommunista. A megtorlást a magyar kormányzat leállította, s kártérítést is fizetett az áldozatok hozzátartozóinak.
Miután a II. világháborúban is vesztes lett Magyarország, az újonnan visszaszerzett területeiről ismét le kellett mondania, és Bácska visszakerült Jugoszláviához. Az ezután végrehajtott délvidéki vérengzéseknek (1944–1945) több mint 40 ezer magyar és német civil áldozata volt. 
A jugoszláv kormány a német lakosságot kitelepítette vagy elüldözte, és újra hozzáfogott Bácska szerbesítéséhez.
1950-ben a Bácska északi, magyarországi negyede az újonnan kialakított Bács-Kiskun megye része lett.
A kilencvenes években dúló délszláv háborúk alatt és után a szerbiai hatalom szerb telepesek és menekültek ezreit telepítette be. Ez a folyamat a mai napig is tart.
Jelenleg Bácska déli része, illetve a Szerémség és a Bánság egy-egy része a szerbiai Vajdaság Autonóm Tartományt alkotja. A Vajdaság és Bácska kulturális központja a Duna mellett fekvő Újvidék.
A Bácska múltjának megismertetésével 1995 óta a Bácsország, Vajdasági Honismereti Szemle foglalkozik, ami a határ két oldalát és a kutatókat is összeköti.

## Közigazgatás

### Magyarország
Észak-Bácska a magyarországi Kecskemét központú Bács-Kiskun vármegye legdélebbi része. 2014-ig négy kistérség osztozott területén:
- Bajai kistérség (76 906)
- Jánoshalmai kistérség (17 885)
- Bácsalmási kistérség (18 578)

Ezek alkotják a Felső-Bácskai térséget. Ennek területe nem egyezik meg Bácska északi történelem-földrajzi határaival (például Nemesnádudvar, Hajós, Sükösd, és a Kiskunhalasi kistérség nagy része már nem Bácska).
Nagyobb városai, települései a Kiskunhalasnál találkozó 2 vasútvonal mentén:
- Baja
- Bácsalmás
- Jánoshalma
- Mélykút (a térség legfontosabb, vasúti kapcsolattal is rendelkező közúti csomópontja)
- Tompa (Szerbia felé közúti határátkelőhely)
- Kelebia (Szerbia felé vasút határátkelőhely)

### Szerbia
Szerbia Vajdaság Autonóm Tartományában helyezkedik el Dél-Bácska.
3 nagy körzetre van felosztva, és ezek további községekre (opština) oszlanak:
- Észak-bácskai körzet (Severnobački Okrug)
  - Szabadka (Subotica), ide tartozik a két Kelebiát és Tompát összekötő illetve a Királyhalom (Bački Vinogradi) és Ásotthalom közti határátkelőhely is.
  - Topolya (Bačka Topola)
  - Kishegyes (Mali Iđoš)
- Nyugat-bácskai körzet (Zapadnobački Okrug)
  - Apatin (Apatin)
  - Hódság (Odžaci)
  - Kúla (Kula)
  - Zombor (Sombor)
- Dél-bácskai körzet (Južnobački Okrug)
  - Bács (Bač)
  - Belcsény (Beočin)
  - Karlóca (Sremski Karlovci)
  - Óbecse (Bečej)
  - Palánka (Bačka Palanka)
  - Petrőc (Bački Petrovac)
  - Szenttamás (Srbobran)
  - Temerin (Temerin)
  - Titel (Titel)
  - Újvidék (Novi Sad) és a hozzátartozó Pétervárad (Petrovaradin)
  - Verbász (Vrbas)
  - Zsablya (Žabalj)

Továbbá Bácskához tartozik földrajzilag az Észak-bánsági körzet (Severnobanatski Okrug) 3 községe is
(A különös közigazgatási beosztás nem véletlen, hanem a szerb kisebbségpolitika eredménye, amely a magyar tömblakosságot igyekszik minél kisebb egységekbe tördelni):
- Magyarkanizsa (Kanjiža), ide tartozik a Horgos-Röszke határátkelő, melyet érint a szabadkai autóbuszos kapcsolat
- Zenta (Senta), vasúti híddal is rendelkező közlekedési csomópont
- Ada (Ada), hozzá tartozik Mohol, közúti kapcsolat a Tiszántúllal.

## Népesség
Népességváltozások
- 1869: 518.110 fő
- 1880: 549.696 fő
- 1890: 621.960 fő
- 1900: 665.310 fő
- 1910-es népszámlálás idején Bácska népességének 704.563 lakosa volt. Ebből 43,2%-a magyar (310.490 fő), 22,5%-a német és csupán 28,1%-a délszláv.

A magyarok száma 1910–1921 között 303.171 főről 260.998 főre csökkent.

### Dél-Bácska
2002-ben Bácska szerbiai részén 1.022.524 személy élt, ennek 54,74% szerb, 21,70% magyar, 24,66%-a pedig szlovák, bunyevác, sokác, cigány és német nemzetiségűnek vallotta magát.

## Bácska nagyobb települései

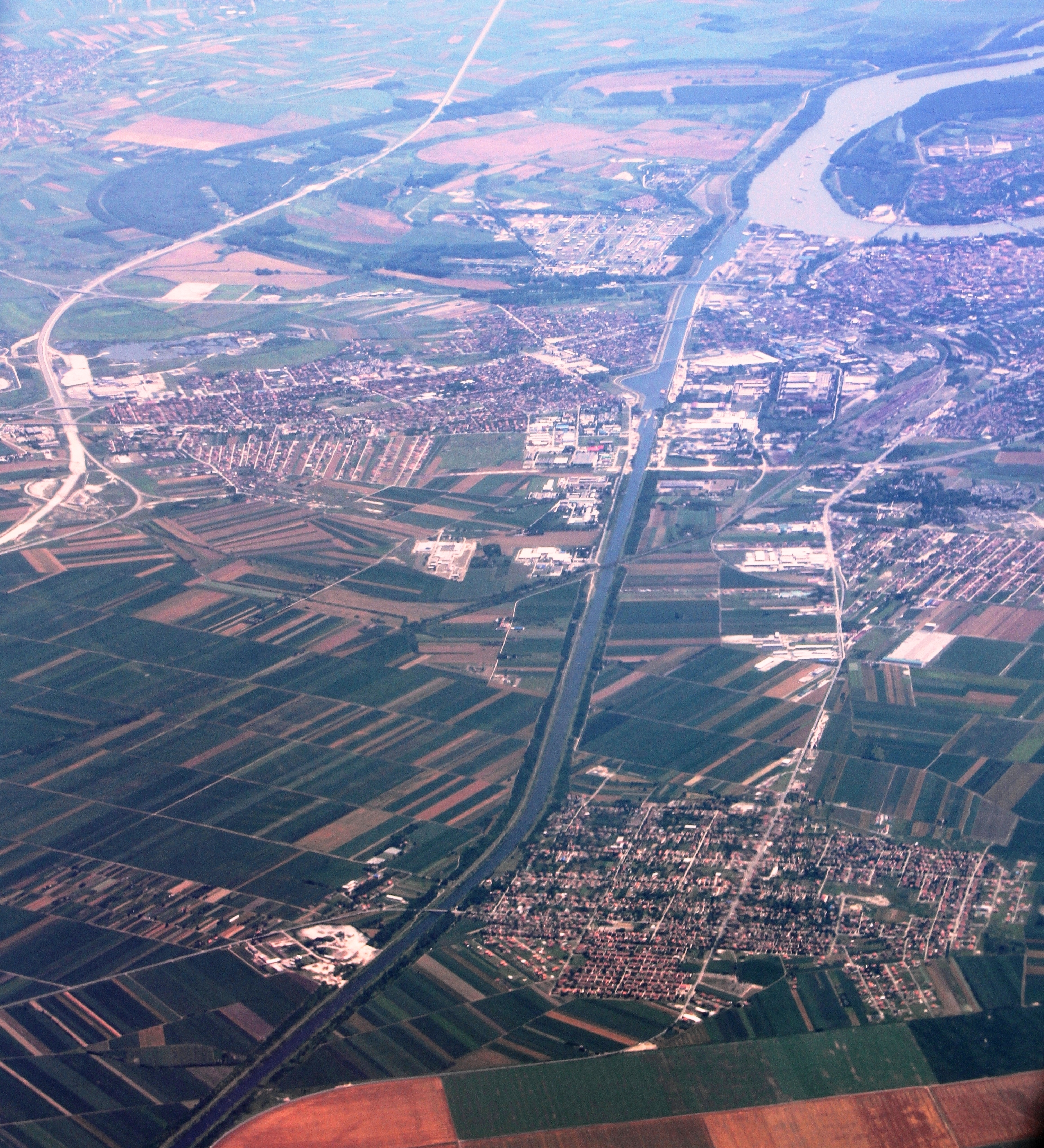
Újvidék, a DTD-csatorna és Piros falu (az előtérben) egy légifotón

### Magyarország
- Baja (38 143 lakos)
- Jánoshalma (9848 lakos)
- Bácsalmás (7694 lakos)
- Tompa (4847 lakos)

### Szerbia
- Újvidék (190 602 lakos)
- Szabadka (99 471 lakos)
- Zombor (50 950 lakos)
- Palánka (29 431 lakos)
- Verbász (25 887 lakos)
- Óbecse (25 703 lakos)
- Zenta (20 363 lakos)
- Kúla (19 293 lakos)
- Apatin (19 289 lakos)
- Temerin (19 143 lakos)
- Futak (18 492 lakos)
- Topolya (16 154 lakos)
- Szenttamás (13 049 lakos)
- Ada (10 546 lakos)
- Magyarkanizsa (10 193 lakos)
- Cservenka (10 153 lakos)
- Hódság (9832 lakos)
- Zsablya (9582 lakos)
- Bajmok (8726 lakos)
- Palics (7668 lakos)
- Péterréve (7482 lakos)
- Mohol (6780 lakos)
- Petrőc (6731 lakos)
- Bács (6046 lakos)
- Tiszakálmánfalva (Budiszava) (6042 lakos)
- Titel (5831 lakos)